# ブランドン・バスケス
ブランドン・バスケス（Brandon Vazquez、1998年10月14日 - ）は、アメリカ合衆国・カルフォルニア州・サンディエゴ出身のプロサッカー選手。ポジションはFW。リーガMX・CFモンテレイ所属。

## クラブ経歴

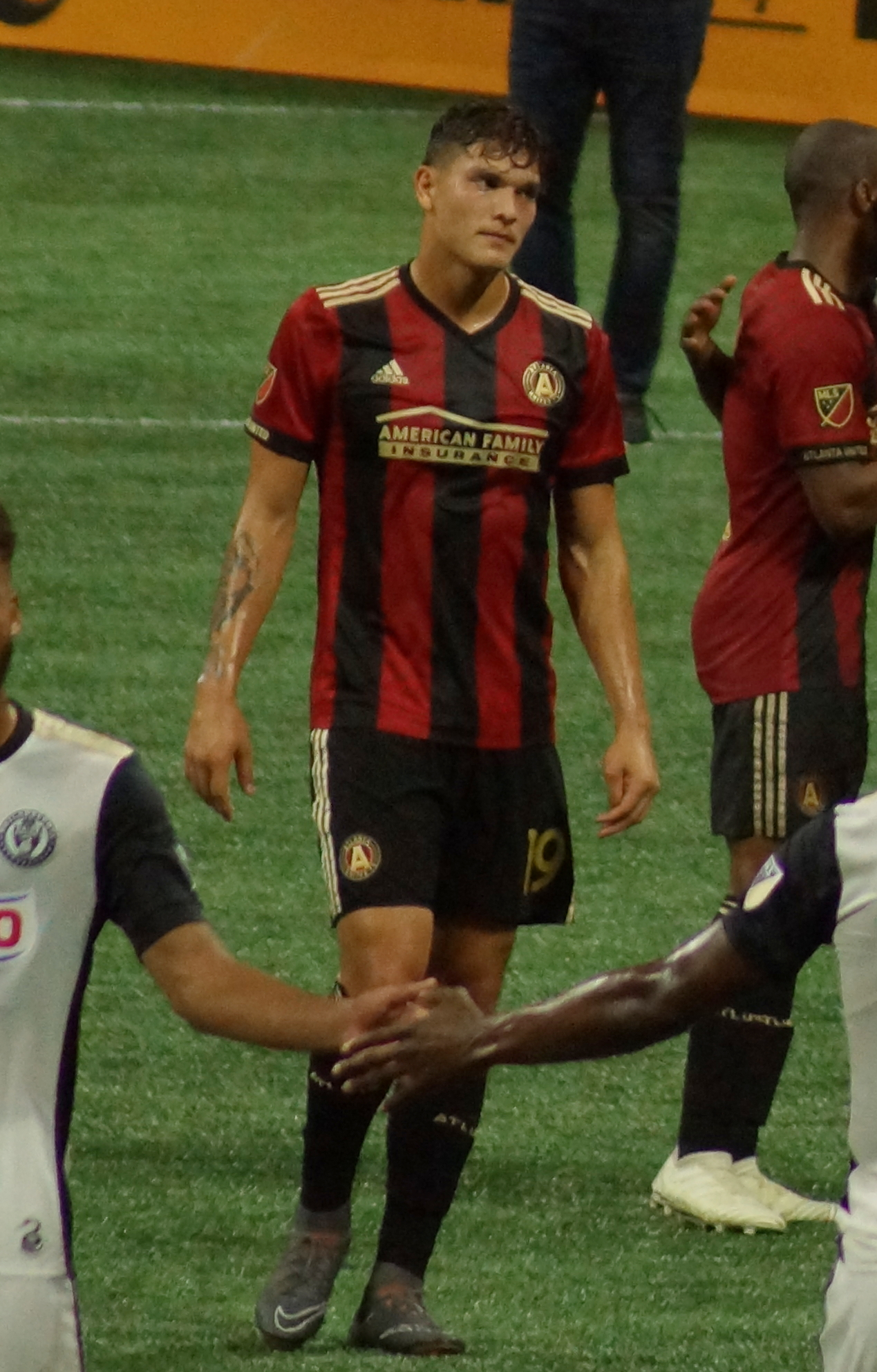
アトランタでのブランドン・バスケス（2018年）

クラブ・ティフアナの下部組織を経て、2016年12月にアトランタ・ユナイテッドFCとプロ契約を締結。2017年4月22日のレアル・ソルトレイク戦でプロデビュー。さらにプロ初ゴールも決めた。
2019年11月、MLSエクスパンションドラフトでナッシュビルSCに指名されたが、直後に金銭トレードでFCシンシナティに加入。加入1年目からチームの年間最多得点を記録すると、2022年シーズンには得点ランキング4位となり、シーズンのベストイレブンに選出された。
2024年1月10日、2027年12月までの契約でリーガMX・CFモンテレイに移籍した。

## 代表歴
メキシコにルーツを持つ関係でメキシコ代表でプレーする権利も有しているが、各年代で一貫してアメリカ合衆国代表でプレーしている。2015年にはU-17代表チームの一員として、チリで開催されたFIFA U-17ワールドカップに参加した。
2023年1月25日、セルビア代表との親善試合でA代表初出場し、初得点も挙げた。

## タイトル

### クラブ
アトランタ・ユナイテッド
- MLSカップ: 2018
- カンペオーネス・カップ: 2019
- USオープンカップ: 2019

シンシナティ
- サポーターズ・シールド : 2023

### 個人
- MLSオールスターゲーム : 2022
- MLSベストイレブン : 2022